# Karkikere, Channagiri
Karkikere là một làng thuộc tehsil Channagiri, huyện Davanagere, bang Karnataka, Ấn Độ.